# Periférico de Tlaxcala
El anillo periférico del municipio de Tlaxcala está conformado por las carreteras 117D y 121, es una via rápida que permite una mejor movilidad  en el área conurbada de la ciudad que incluye a los municipios de: Totolac, Panotla, Tlaltelulco, Apetatitlán y Chiautempan.

## Brazos viales

###### Libramiento Tlaxcala
En el año 2015 se terminó de construir el brazo sur conocido como "libramiento Tlaxcala", su longitud es de 12 km formado por 4 carriles de circulación y 60 m de ancho de vía; este brazo vial dio forma a un anillo vial complementando a las carreteras 117D y 121.

###### Complejo vial metropolitano
En el año 2020 se cerró el anillo vial con la construcción del complejo vial metropolitano, este tramo vial tiene una ampliación a 4 carriles centrales y 4 carriles laterales que incluye  la modernización de imagen urbana.

###### Viaducto Apetatitlán
Durante el año 2021 se tiene proyectado la ampliación y modernización del brazo vial conocido como "vía corta" mediante la construcción de viaductos inferiores y superiores de 4 carriles, además de, 4 carriles laterales y modernización de imagen urbana.

## Puntos de interés
La vialidad permite ver de noche la iluminación de la iglesia de Panotla y del santuario de la virgen de Ocotlán.